# Пески (Ахтырский район)
Пески (укр. Піски) — село,
Староивановский сельский совет,
Ахтырский район,
Сумская область,
Украина.
Код КОАТУУ — 5920388004. Население по переписи 2001 года составляет 35 человек .

## Географическое положение
Село Пески находится на левом берегу реки Олешня, которая через 2 км впадает в реку Ворскла,
выше по течению на расстоянии в 5 км расположено село Комаровка,
ниже по течению на расстоянии в 1,5 км расположено село Пристань (Ахтырский городской совет),
на противоположном берегу — село Старая Ивановка.
К селу примыкает большой лесной массив (дуб).
Рядом проходит железнодорожная ветка.

## Происхождение названия
На территории Украины 24 населённых пункта с названием Пески.